# Eleccions al Parlament d'Ucraïna de 2012
Les eleccions al Parlament d'Ucraïna de 2012 es van celebrar el 28 d'octubre de 2012 a Ucraïna. Per diverses raons, entre elles la «impossibilitat d'anunciar els resultats electorals», des de llavors s'han celebrat diverses eleccions parcials. D'aquí ve que diverses circumscripcions hagin quedat sense representació en diferents moments.
A diferència de les dues eleccions anteriors, en aquesta es va utilitzar un sistema de vot paral·lel (50% en llistes de partit i 50% en circumscripcions de majoria simple) amb un llindar electoral del 5% i ja no es va permetre la participació de blocs de partits polítics. El mètode d'eleccions mixtes al 50% es va emprar anteriorment en 1998 i 2002.
La campanya electoral es va limitar a noranta dies. Tots els ciutadans d'Ucraïna majors de 18 anys van poder votar en 33.540 col·legis electorals d'Ucraïna i 116 col·legis electorals estrangers de 77 països.
El Partit de les Regions va obtenir el nombre més gran d'escons, mentre que Pàtria (amb diversos partits junts com a partit «paraigua») va quedar en segon lloc. Les eleccions també es van caracteritzar per l'ascens del partit d'extrema dreta Svoboda, que va quedar en quart lloc. El nou partit (en l'escena nacional) UDAR també va gaudir d'un notable gran èxit amb el seu tercer lloc en les eleccions. El Partit Comunista d'Ucraïna gairebé va triplicar el seu nombre de votants, però a causa del sistema electoral mixt utilitzat en les eleccions només va aconseguir cinc escons més en comparació amb les eleccions anteriors. A causa d'aquest sistema mixt, també van entrar en el Parlament tres partits petits i 43 polítics no afiliats.
El nou Parlament va ser nomenat i va començar les seves tasques el 12 de desembre de 2012, sis setmanes després de les eleccions. Aquestes van ser les últimes eleccions nacionals ucraïneses en les quals va participar l'electorat de Crimea abans de la seva annexió a la Federació de Rússia en 2014.